# Cyornis brunneatus
El papamoscas pechipardo (Cyornis brunneatus) es una especie de ave paseriforme de la familia Muscicapidae propia de Asia oriental.

## Distribución y hábitat
Es un pájaro migratorio que cría en China, y pasa el invierno en la península malaya. Sus hábitats naturales son los bosques templados y subtropicales en verano y las selvas tropicales y los manglares tropicales en invierno.
Se encuentra amenazada por pérdida de hábitat.